# FC Montrose
Der FC Montrose (offiziell: Montrose Football Club) ist ein schottischer Fußballverein aus Montrose. Der Verein spielt gegenwärtig in der Scottish League One, der dritthöchsten Spielklasse im schottischen Fußball.
Gegründet wurde der Verein 1879. 1929 durfte man dann der Scottish Football League beitreten. Auf größere Erfolge musste man jedoch bis in die 1970er Jahre warten, als Montrose den 3. Platz in der "alten" First Division erreichen konnte. Doch auch später fand man den Verein zumeist als "Fahrstuhlmannschaft" wieder. Man stieg öfter mal auf, so wie auch 1984/85 in die First Division, aber meist gleich wieder ab.